# Dům čp. 292 (Štramberk)
Dům čp. 292 stojí na ulici Horní Bašta ve Štramberku v okrese Nový Jičín. Roubený dům byl postaven na konci 18. století. Byl zapsán do Ústředního seznamu kulturních památek ČR před rokem 1988 a je součástí městské památkové rezervace.

## Historie
Podle urbáře z roku 1558 bylo na náměstí postaveno původně 22 domů s dřevěným podloubím, kterým bylo přiznáno šenkovní právo, a sedm usedlých na předměstí. Uprostřed náměstí stál pivovar. V roce 1614 je uváděno 28 hospodářů, fara, kostel, škola a za hradbami 19 domů. Za panování jezuitů bylo v roce 1656 uváděno 53 domů. První zděný dům čp. 10 byl postaven na náměstí v roce 1799. V roce 1855 postihl Štramberk požár, při němž shořelo na 40 domů a dvě stodoly. V třicátých letech 19. století stálo nedaleko náměstí ještě dvanáct dřevěných domů.
Původní roubený dům čp. 292 byl postaven na konci 18. století, je vsazen do svahu v ulici Horní Bašta. V osmdesátých letech 20. století byla přistavěná patrová část s plechovou pultovou střechou. Objekt je součástí původní předměstské zástavby ve Štramberku.

## Stavební podoba
Dům je přízemní roubená stavba na obdélném půdorysu, je orientovaná štítovou stranou do ulice Horní Bašta. Dispozice původní roubené části byla trojdílná se síní, jizbou a komorou. Část stavby je roubená z kuláčů. Stavba je postavena na vysoké kamenné podezdívce, která vyrovnává svahovou nerovnost. K podezdívce se sklepy pod štítovým průčelím je přistavěn zděný cihlový přístavek s pultovou plechovou střechou. Uliční roubené průčelí je tříosé. Štít je trojúhelníkový svisle bedněný se dvěma okny a podlomenicí v patě štítu. Střecha je sedlová krytá plechem.